# Irpin
Irpin (em ucraniano:  Ірпiнь) ou Irpen (em russo:  Ирпень) é uma cidade na província de Kiev, na Ucrânia. Possuía aproximadamente 63 411 habitantes em 2024.

## Geografia
Irpin está situada perto do rio Irpine, um afluente da margem direita do rio Dnieper, a 22 km a norte-oeste de Kiev. Irpine faz parte da aglomeração de Kiev.

## Municipalidade
Irpin' faz parte do município de Irpin ( em ucraniano:  Ірпінська міськрада, Irpins ka mis'krada), que também constitui três freguesias urbanas : Vorzel, Hostomel , e Kotsioubynske. A população total do concelho é de cerca de 78 275 habitantes em 2013.

## História
Irpin' foi fundada em 1899, durante a construção da ferrovia de Kiev – Kovel, e recebe o nome do rio mais próximo. Durante a Segunda Guerra mundial, Irpin esteve ocupada pela Alemanha nazista, de 24 de agosto de 1941 a 6 de novembro de 1943. A cidade é considera como tal, desde 1956.
Desde 2003, Irpin acolhe todos os anos o Festival de Cinema de Irpine, um manisfestação cinematografica alternativa.

## População
Censos ou estimativas da população :
| 1923  | 1926  | 1939  | 1959   | 1970   | 1979   | 1989   | 2001   | 2010   | 2011   | 2012   | 2013   |
| ----- | ----- | ----- | ------ | ------ | ------ | ------ | ------ | ------ | ------ | ------ | ------ |
| 2.226 | 2.513 | 6.489 | 18.186 | 25.275 | 31.589 | 38.710 | 40.593 | 41.185 | 41.533 | 41.693 | 42.924 |

População de 1989 pelo Censo soviético de 1989

## Fotografias

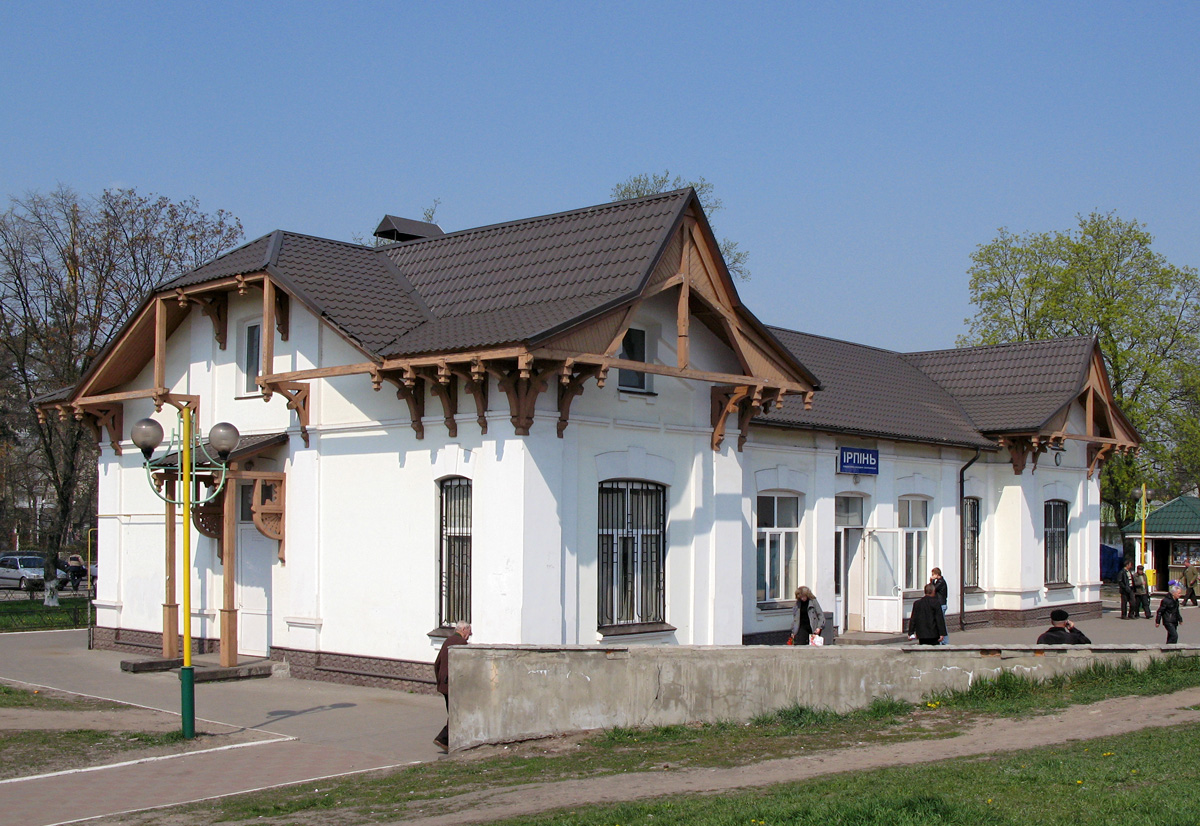
Estação de Irpin
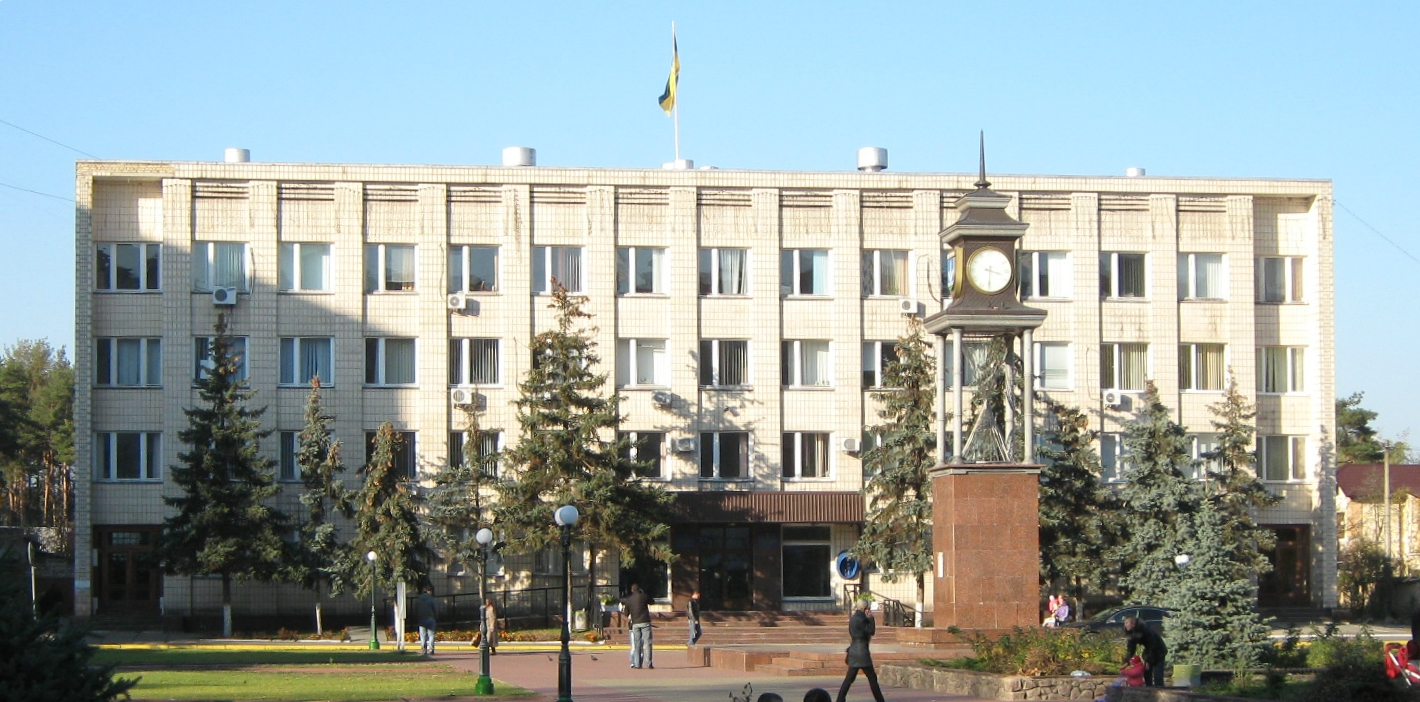
Câmara Municipal
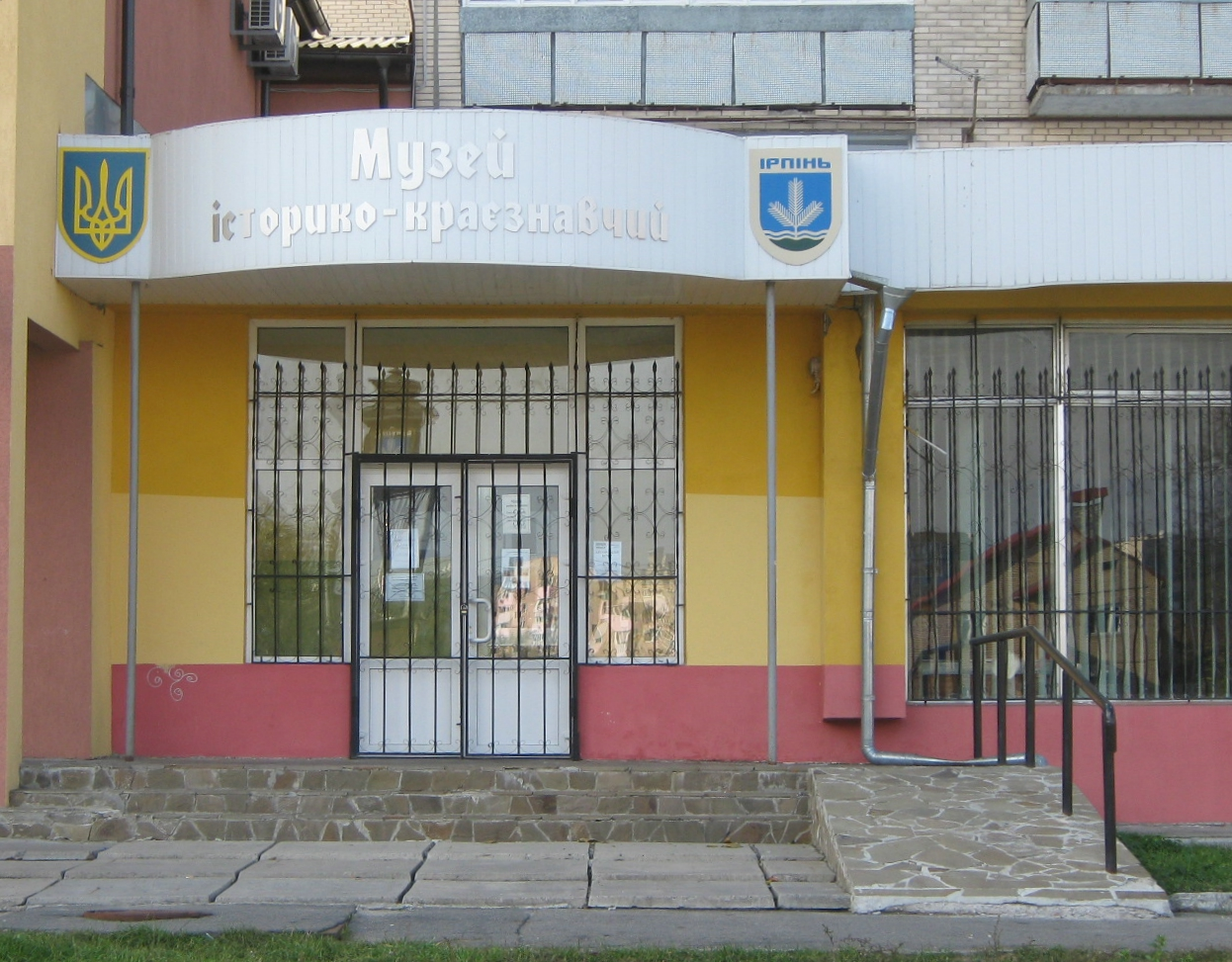
Museu da cidade deIrpin
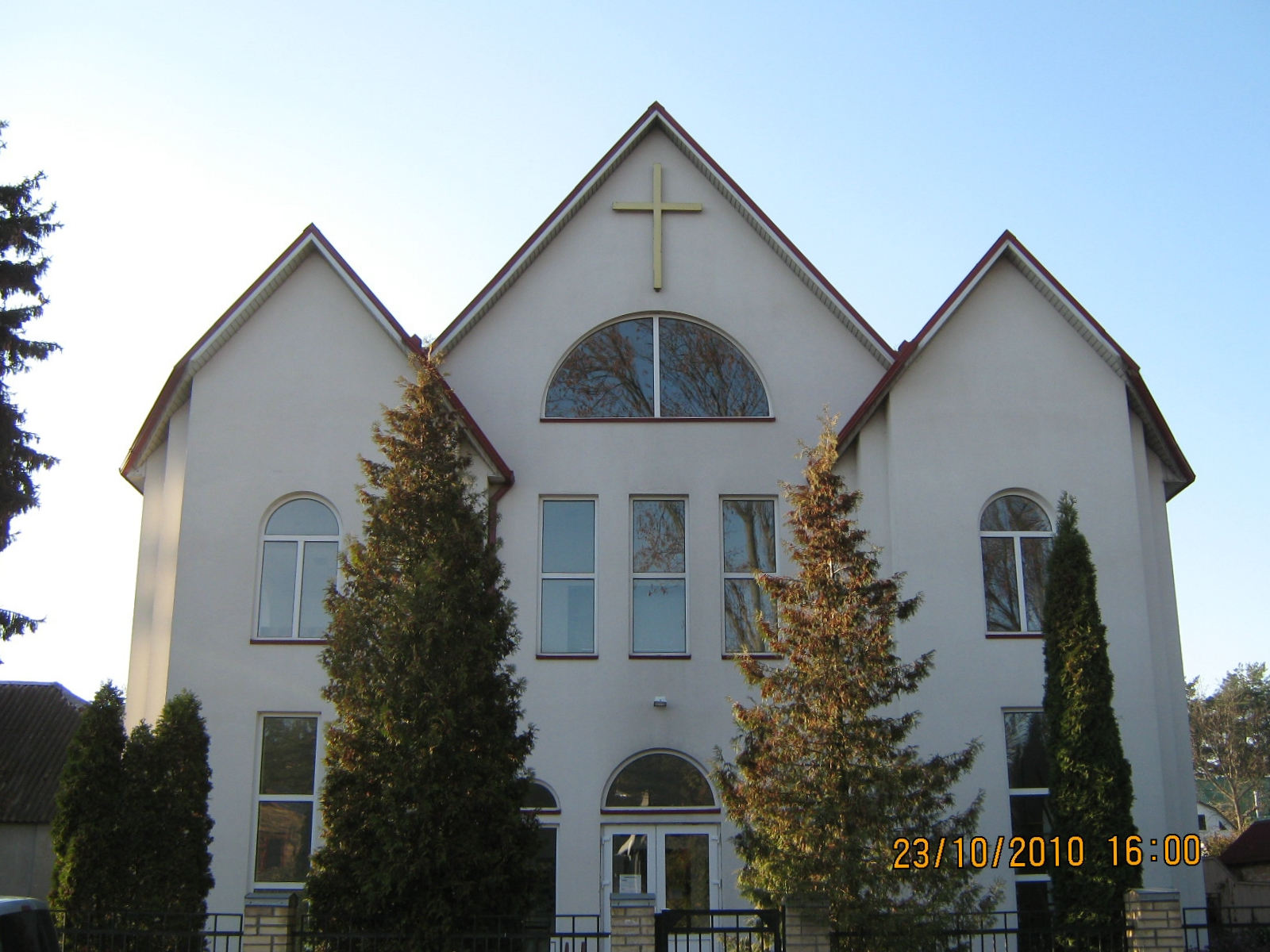
Igreja Baptista
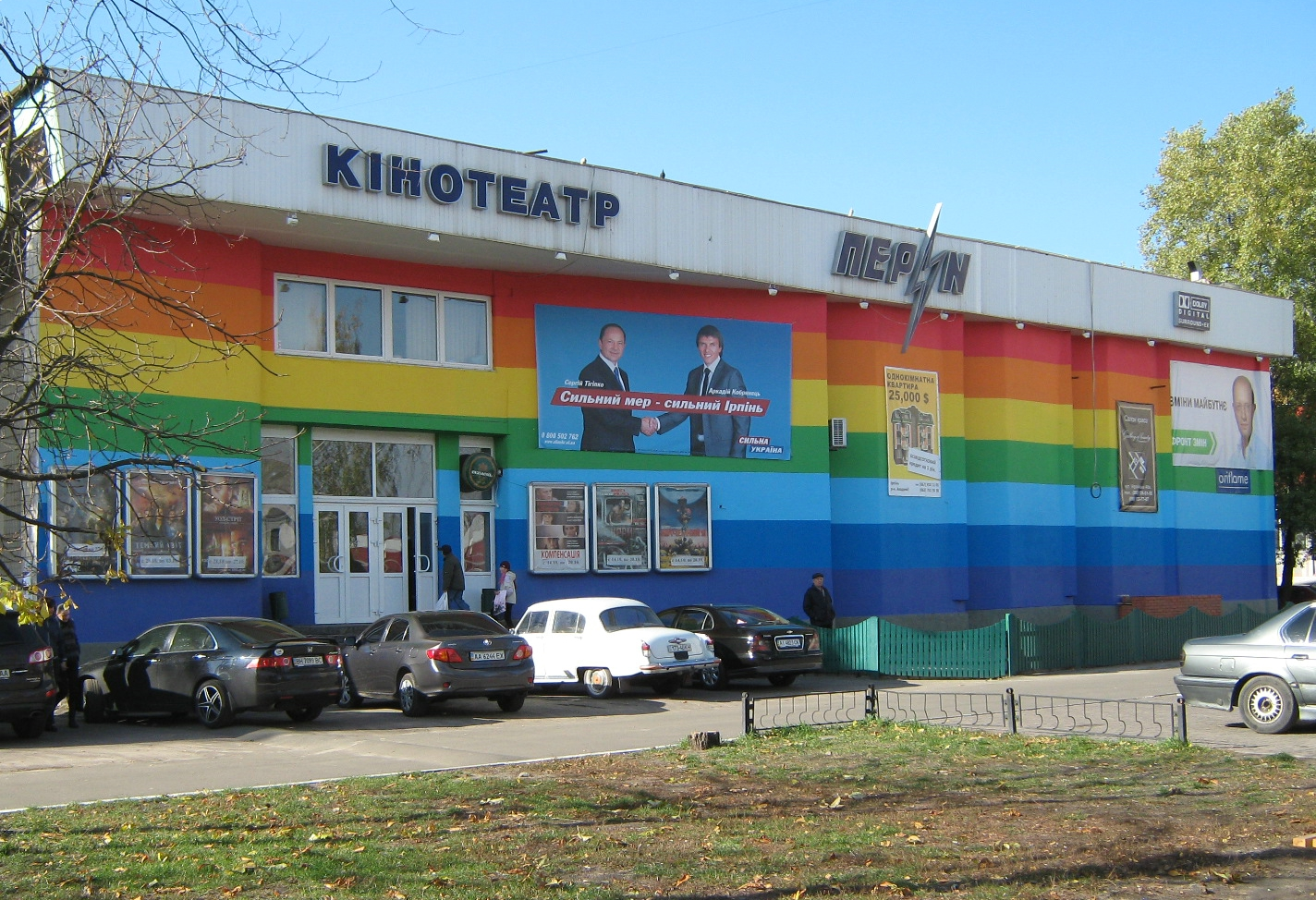
Cinema Perun em Irpin
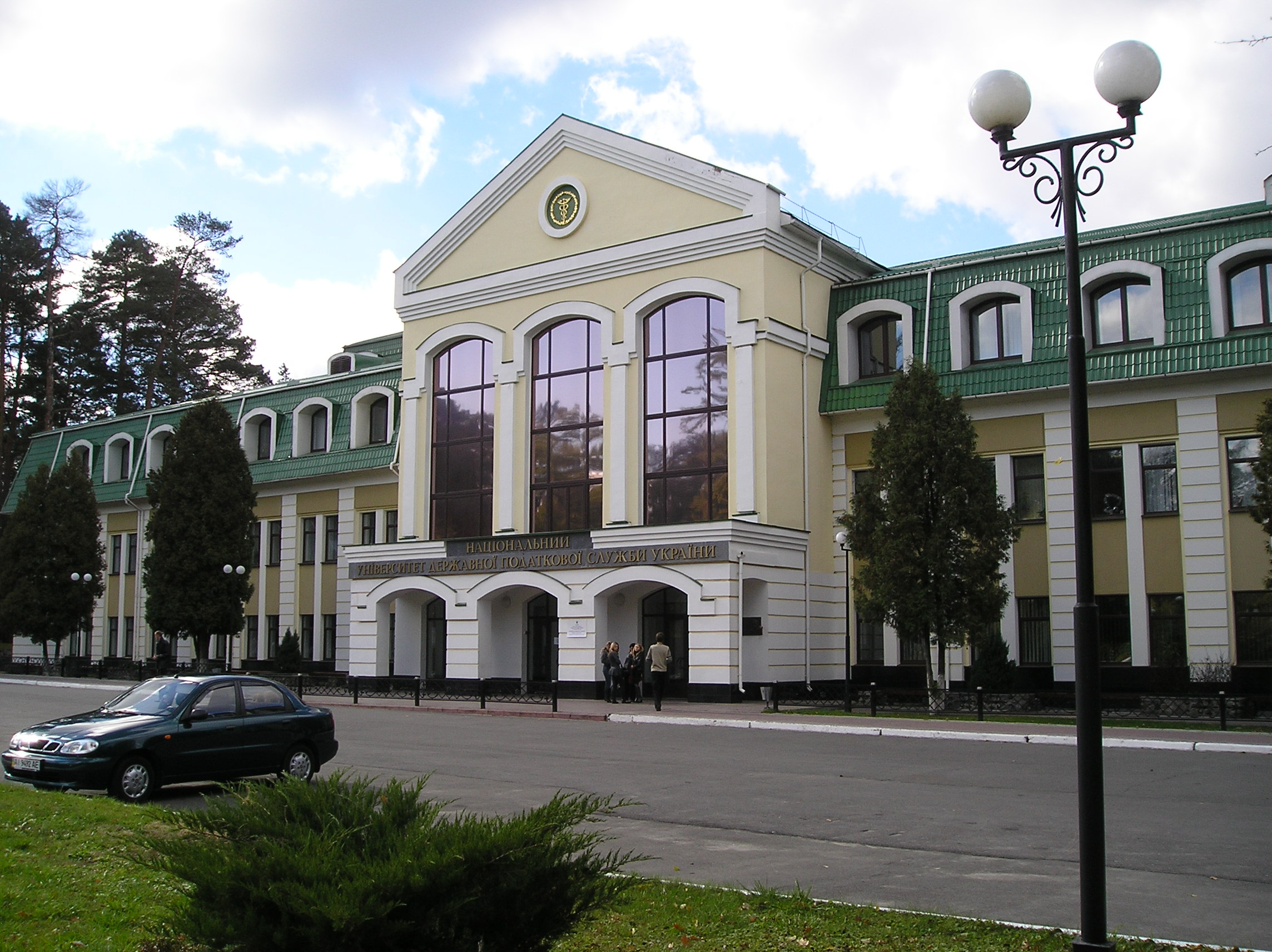
State Tax Academy na Ucrânia
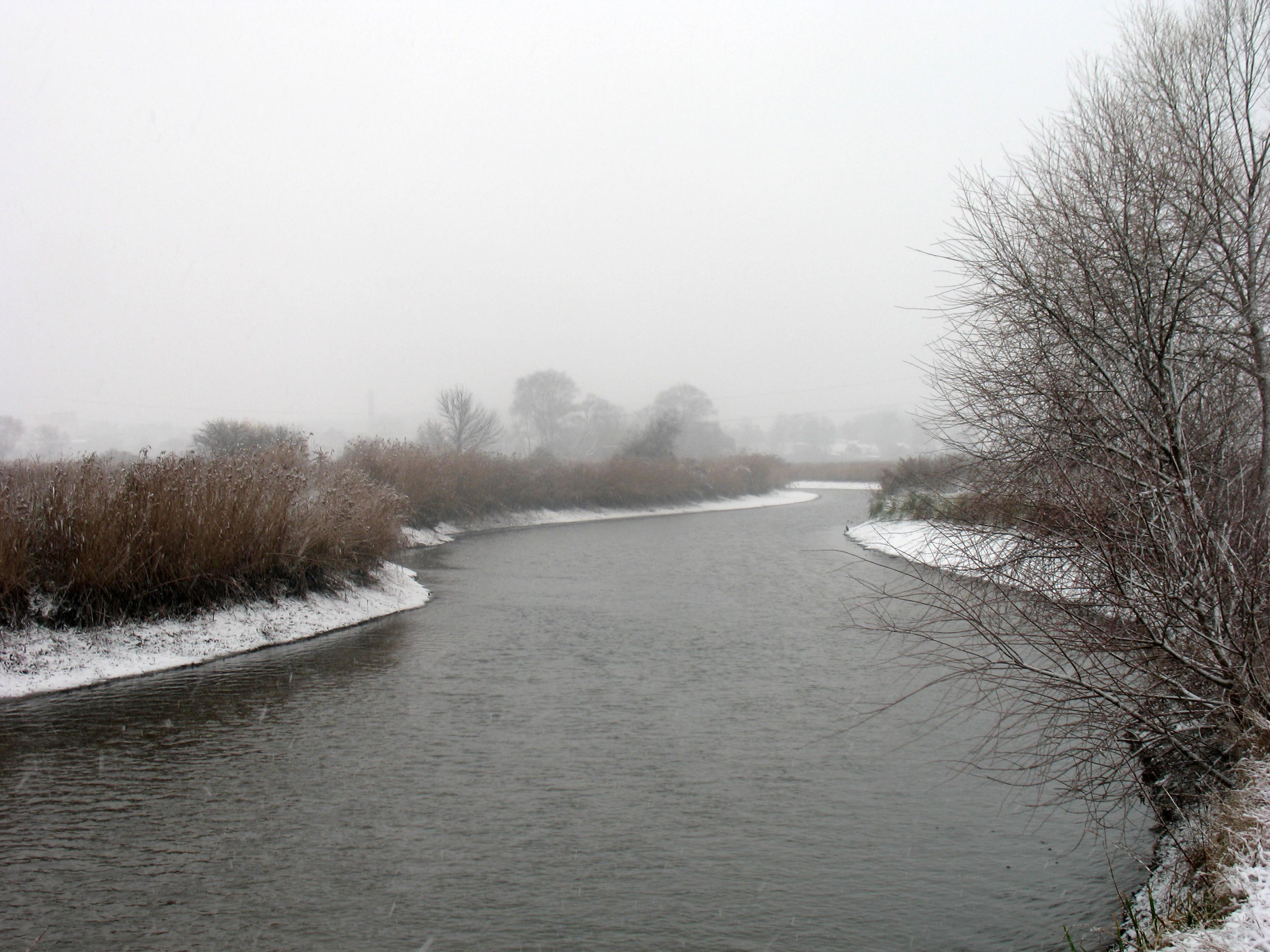
Rio Irpin